# Blanc & Trezza
Società Blanc & Trezza war ein italienischer Hersteller von Automobilen.

## Unternehmensgeschichte
Das Unternehmen wurde 1922 in Mailand für den Vertrieb von Akkumulatoren von Hensenberger gegründet. Zwischen 1923 und 1924 fertigte das Unternehmen auch Automobile.

## Fahrzeuge
Bei den Fahrzeugen handelte es sich um Kleinwagen mit Elektromotoren. Diese Fahrzeuge wurden als Taxis eingesetzt.